# Wayne Roberts
Wayne Jason Roberts (ur. 14 sierpnia 1977 w Kapsztadzie) – południowoafrykański piłkarz grający na pozycji bramkarza.

## Kariera klubowa
Karierę piłkarską Roberts rozpoczął w klubie Cape Town Spurs. W 1996 roku zadebiutował w jego barwach w pierwszej lidze, a od 1997 roku grał w rozgrywkach nowo powstałej Premier Soccer League. Na początku 1998 roku przeszedł do Orlando Pirates z Johannesburga, a latem tamtego roku został piłkarzem Seven Stars z Kapsztadu. W 1999 roku wrócił do Orlando Pirates, a już w 2000 roku trafił do drugoligowego Mother City. W 2001 roku wrócił do najwyższej klasy rozgrywkowej w kraju, gdy został piłkarzem Wits University z Johannesburga. Zawodnikiem tego klubu był do 2005 roku, a następnie trafił do Santosu Kapsztad. Grał w nim do 2009 roku i od tego czas jest wolnym zawodnikiem.
| Sezon   | Klub            | Kraj              | Rozgrywki      | Mecze | Bramki |
| ------- | --------------- | ----------------- | -------------- | ----- | ------ |
| 1996    | Cape Town Spurs | Południowa Afryka | I. liga        | 33    | 0      |
| 1997/98 | Cape Town Spurs | Południowa Afryka | Premier League | 2     | 0      |
| 1997/98 | Orlando Pirates | Południowa Afryka | Premier League | 2     | 0      |
| 1998/99 | Seven Stars     | Południowa Afryka | Premier League | 8     | 0      |
| 1999/00 | Orlando Pirates | Południowa Afryka | Premier League | 2     | 0      |
| 2000/01 | Mother City     | Południowa Afryka | Mvela League   | ?     | 0      |
| 2001/02 | Wits University | Południowa Afryka | Premier League | 33    | 0      |
| 2002/03 | Wits University | Południowa Afryka | Premier League | 27    | 0      |
| 2003/04 | Wits University | Południowa Afryka | Premier League | 26    | 0      |
| 2004/05 | Wits University | Południowa Afryka | Premier League | 30    | 0      |
| 2005/06 | Santos FC       | Południowa Afryka | Premier League | 8     | 0      |
| 2006/07 | Santos FC       | Południowa Afryka | Premier League | 17    | 0      |
| 2007/08 | Santos FC       | Południowa Afryka | Premier League | 19    | 0      |
| 2008/09 | Santos FC       | Południowa Afryka | Premier League | 4     | 0      |

## Kariera reprezentacyjna
W reprezentacji Republiki Południowej Afryki Roberts zadebiutował 10 stycznia 2004 roku w przegranym 0:2 meczu COSAFA Cup 2004 z Mauritiusem. Debiut był zarazem jedynym spotkaniem Robertsa w kadrze narodowej. W 2004 roku był w kadrze RPA na Puchar Narodów Afryki 2004. Na tym turnieju pełnił rolę rezerwowego dla Andrego Arendse i Emilego Barona.